# Mercury City Tower
Mercury City Tower (ros. Меркурий Сити Тауэр) – w momencie powstania najwyższy wieżowiec w Europie i w Moskwie, wchodzący w skład kompleksu wieżowców w Moskiewskim City. Budowa została rozpoczęta w 2005 roku, a ukończona została pod koniec 2012 roku. 1 listopada 2012 roku na dachu wieżowca na wysokości 339 metrów zawisła wiecha, w budynku prowadzone były prace wykończeniowe, a jego otwarcie nastąpiło w 2013 roku. Zarządzaniem budynkiem zajmuje się HSG Zander. Budowa wieżowca była inwestycją finansowaną przez przedsiębiorstwo „Mercury Development” należąca do Igora Kasajewa.

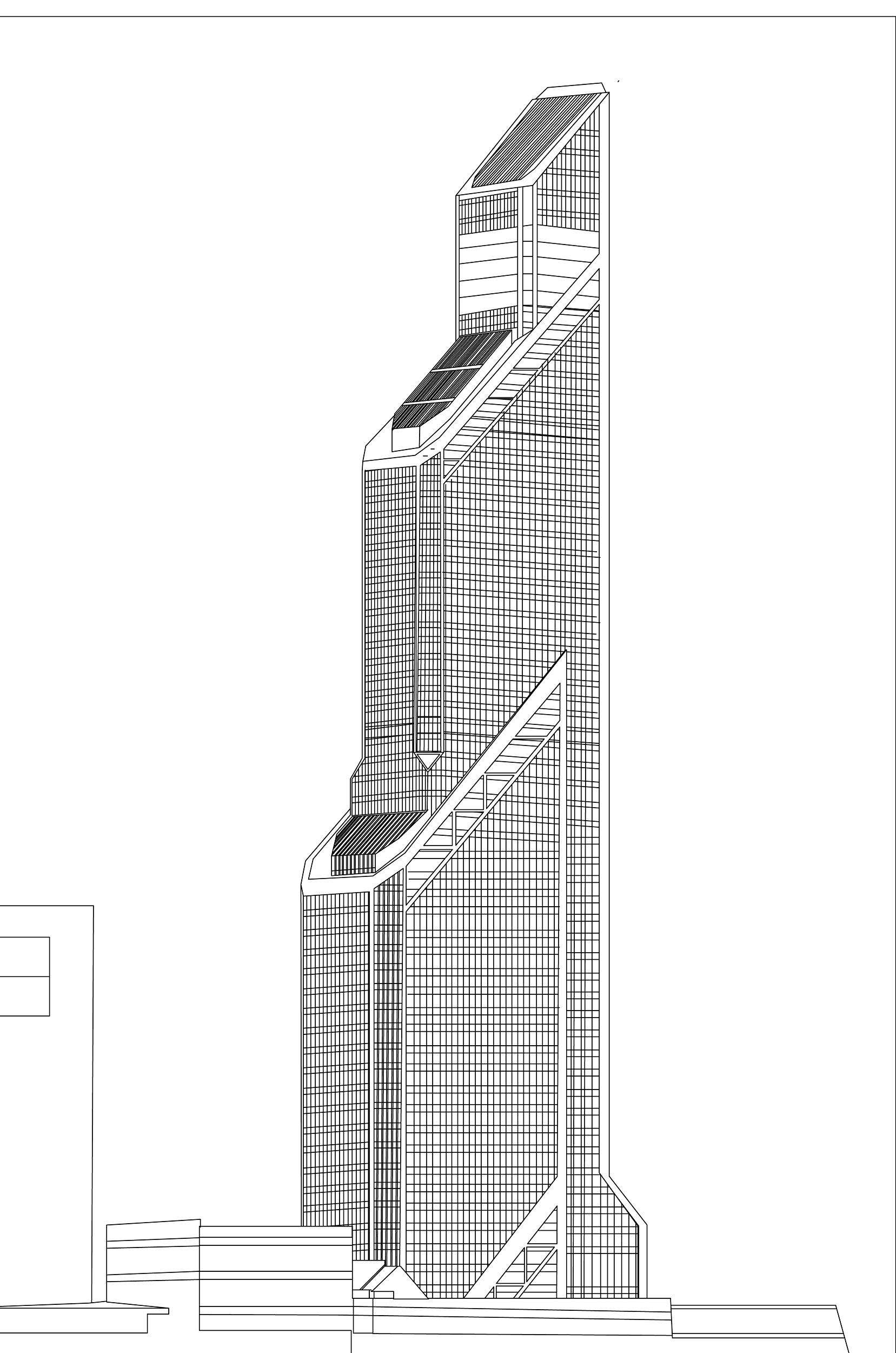
Wygląd wieżowca w formie wektorowej

Na poziomach −3, −4, −5 znajduje się parking podziemny. Poziom −1, parter oraz poziom 1 i 2 przeznaczone zostały na powierzchnie handlowe oraz restauracje. Na piętrach 4-40 znajdzie się 80 000 m² powierzchni biurowej. 42 piętro przeznaczone zostało na udogodnienia dla mieszkańców, takie jak klub, spa, fitness, sauna. Od 43 do 69 piętra usytuowanych zostanie 140 apartamentów o powierzchni od 90 do ponad 300 m². Na 69. piętrze znajduje się penthouse o pow. 450 m². Mieszkańcy mają możliwość skorzystania z usług konsjerża.